# Parco nazionale di Amboseli
Il Parco nazionale di Amboseli è un'area naturale protetta del Kenya istituita nel 1974. Si trova nel Kenya meridionale a circa 240 km a sud di Nairobi.

## Storia del parco
L'area del parco di Amboseli era abitata fino al XVII secolo dai pastori nomadi Masai che la chiamavano Empusel che nella loro lingua significa "luogo salato e polveroso".
Nel 1906 l'amministrazione britannica che al tempo governava il territorio, istituì la Southern Maasai Game Reserve che comprendeva un’area molto vasta del Kenya meridionale che includeva, oltre all’attuale parco di Amboseli anche i territori più a nord della Riserva di Masai Mara. Nel 1948 la Southern Game Reserve venne dichiarata Riserva Naturale, i suoi confini furono estesi fino a raggiungere 326.000 ettari e venne posta sotto il controllo della contea locale. Alle popolazioni Masai venne concesso di continuare a vivere all'interno della riserva. Nel 1974, sotto la presidenza di Jomo Kenyatta venne istituito il Parco Nazionale di Amboseli, riducendone al tempo stesso la superficie agli attuali di 39.200 ettari e ponendolo sotto il governo del Kenya Wildlife Service.
Nel 1991 l'UNESCO ha approvato la Amboseli Biosphere Reserve. Questa riserva ha una superficie totale di 798.298,7 ettari di cui 39.206 ettari costituiscono la parte centrale (core area) corrispondente sostanzialmente al Parco nazionale di Amboseli.

## Territorio
Il parco si trova nella Contea di Kajiado, nel Kenya meridionale presso il confine con la Tanzania, poco distante dal Kilimangiaro. Il territorio occupa un'area di circa 39.000 ettari di savana che ricade interamente nell'ecoregione della boscaglia e macchia di Acacia-Commiphora settentrionale. All'interno del parco si trovano diversi ambienti che vanno dal letto inaridito del Lago Ambosel a zone umide con sorgenti di zolfo, savana e boschi.
Il parco fa parte di un ecosistema più ampio, chiamato ecosistema di Amboseli, che si trova a cavallo del confine fra Kenya e Tanzania. L'ecosistema, che ha una superficie di circa 8.000 km², si trova a circa 1.100 m slm ed è delimitato a sud dalle pendici settentrionali del Kilimangiaro, e est dalle colline vulcaniche delle Chyulu Hills, a nord da una variegata gamma di colline e a ovest e sud-ovest da affioramenti granitici sparsi e antichi vulcani di cui il maggiore, Ol Donyo Orok, è di 2.400 m slm.
Il clima nella regione di Amboseli è caldo e secco. Il parco nazionale si trova a nord-ovest del Kilimangiaro e per questa ragione riceve solo una minima parte della pioggia che invece raccoglie la zona a sud. Le temperature medie variano solo leggermente durante l'anno, tra i 20 e i 30 °C, con temperature medie intorno ai 27 °C e quella massima di 33 °C.  Le precipitazioni annue sono intorno ai 300 mm. Ci sono due stagioni delle piogge, una detta "breve" fra novembre e dicembre e una "lunga" fra marzo e maggio.

## Flora
La vegetazione dominante del parco è la savana arbustiva, che circonda tutta l'area e nella quale le specie più rappresentative appartengono ai generi Acacia, Commiphora e Boswellia. Nelle aree aperte, specialmente nelle linee di drenaggio nella parte meridionale del parco, è diffusa l' Acacia tortilis, la cui presenza non è più così abbondante come in passato a causa degli elefanti che se ne cibano. Nella pianure con suolo alcalino si possono incontrare boschetti di Salvadora persica e Suaeda monoica.

## Fauna

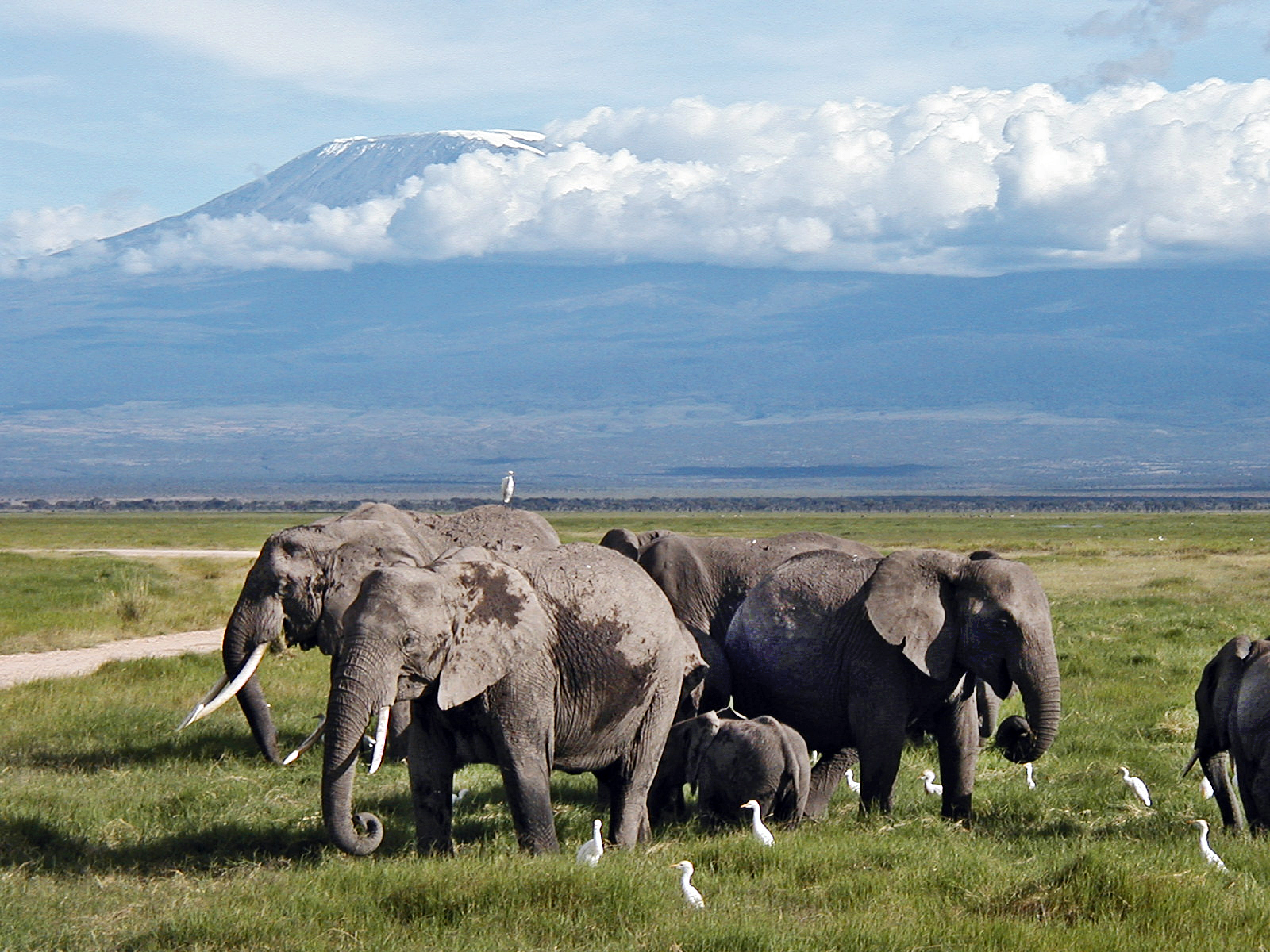
Elefanti nel parco di Amboseli con il Kilimanjaro sullo sfondo

Amboseli è ben noto per le sue popolazioni di grandi mammiferi. In particolare il parco ospita oltre 1.000 esemplari dell'elefante della savana (Loxodonta africana), che viene studiato da lunga data. Importante anche la presenza dei grandi erbivori come il bufalo nero (Syncerus caffer), lo gnu striato (Connochaetes taurinus), la zebra di pianura (Equus quagga), l'impala (Aepyceros melampus), l'alcelafo di Coke (Alcelaphus buselaphus cokii) e la giraffa masai (Giraffa tippelskirchi).